# Eugen Trausch von Trauschenfels
Eugen Trausch von Trauschenfels, celým jménem Johann Karl Eugen Trausch von Trauschenfels (3. března 1833 Brašov – 20. února 1903 Brašov), byl rakouský úředník, právník, novinář a politik německé národnosti ze Sedmihradska, v 60. letech 19. století poslanec rakouské Říšské rady.

## Biografie
Pocházel z rodiny Trauschů, původně z města Aiud (maďarsky Nagyenyed, německy Straßburg am Mieresch), která byla v Sedmihradsku usedlá od počátku 17. století. Jeho otec Georg Friedrich Trausch von Trauschenfels byl členem senátu v Brašově. Bratranec Franz von Trauschenfels (1795–1871) byl úředníkem, historikem a politikem. Eugen již v raném věku přišel o matku. Otec zemřel roku 1839. Vychovávala ho pak teta Karoline von Salmen. Navštěvoval evangelické gymnázium v Brašově. V roce 1846 přešel do Sibině, kde roku 1851 absolvoval vyšší gymnázium a nastoupil na právnickou akademii v Sibini. Roku 1852 přešel na vysokou školu ve Vídni. Během studií spolupracoval s redakcí Österreichische Blätter für Kunst und Literatur. Od roku 1859 vydával Magazin für Geschichte, Literatur und alle Denk- und Merkwürdigkeiten. Po dokončení právnických studií nastoupil v prosinci 1855 do Velkého Varadína na tamní úřadovnu místodržitelství. V červenci 1856 se stal konceptním praktikantem, v září 1856 prozatímním a v lednu 1857 řádným soudním aktuárem na okresním soudě ve městě Beiuș (Belényes). Jenže již v únoru 1857 na funkci rezignoval a s bratrem Johannem Peterem Franzem si v Brašově otevřeli advokátní kancelář. Téhož roku získal titul doktora práv.
Od podzimu 1860 do března 1861 byl aktuárem evangelického presbyteria v Brašově a zasedal v konzistoriu brašovského okresu evangelické církve v Sedmihradsku. Roku 1861 byl jmenován magistrátním tajemníkem v Brašově. Roku 1863 převzal redakci listu Kronstädter Zeitung. Počátkem roku 1866 získal post aktuára v Brašově a setrval na něm do září 1872, kdy byl jmenován vrchním notářem města Brašov. Na přelomu let 1867 a 1868 zasedal v Saské národní univerzitě v Sedmihradsku (navzdory názvu nešlo o vzdělávací instituci, ale o samosprávnou a kulturní organizaci sedmihradských Němců Sasů).
Počátkem 60. let se s obnovou ústavního systému vlády zapojil i do vysoké politiky. V zemských volbách byl zvolen na Sedmihradský zemský sněm. Zasedal zde od roku 1863 do roku 1864. V roce 1865 pak zasedal na zemském sněmu v Kluži. Podle jiného zdroje byl na zemském sněmu v Kluži poslancem od roku 1865 do roku 1866. Působil také coby poslanec Říšské rady (celostátního parlamentu Rakouského císařství), kam ho delegoval Sedmihradský zemský sněm roku 1864 (Říšská rada tehdy ještě byla volena nepřímo, coby sbor delegátů zemských sněmů). 12. listopadu 1864 složil slib. V době svého působení ve vídeňském parlamentu se uvádí jako Dr. Eugen Trausch-Trauschenfels, soudní tajemník v Brašově.
Po provedení rakousko-uherského vyrovnání v roce 1867 se dočasně stáhl z politického dění. Podílel se ovšem na vydávání kalendáře Der sächsische Hausfreund a dalších tiskovin a byl činný v národních spolcích. Počátkem 70. let přijal mandát v Uherském sněmu, kde zasedal až do počátku 80. let 19. století. Patřil mezi hlavní postavy odporu sedmihradských Sasů proti politice maďarizace a proti osekávání autonomie Saské národní univerzity v Sedmihradsku.
V 80. letech je uváděn jako laický rada rakouské Vrchní evangelické rady. Do Vrchní evangelické rady byl jmenován roku 1876. Podle jiného zdroje až počátkem 80. let. Setrval v tomto nejvyšším orgánu rakouské evangelické církve až do doby několik let před smrtí. Vzhledem ke své funkci ve vedení církevní správy se přestěhoval do Vídně. V roce 1896 získal titul dvorního rady. Po odchodu na penzi se vrátil do rodného Brašova.
Zemřel v únoru 1903.